# Pseudoschmidtia meridionalis
Pseudoschmidtia meridionalis är en insektsart som beskrevs av Marius Descamps 1971. Pseudoschmidtia meridionalis ingår i släktet Pseudoschmidtia och familjen Euschmidtiidae. Inga underarter finns listade i Catalogue of Life.